# スパイシーモール門司
スパイシーモール門司（スパイシーモールもじ）は、福岡県北九州市門司区下馬寄2-9にある商業施設。

## 概要
ナフコ門司店が所在していた場所に2019年11月7日より順次開業。九州の企業、奥田金属が手がけるショッピングセンター、「スパイシーモール」の2号店になる。地上2階建てだが規模は小さめであり、山口県に本社を置く丸久が運営するスーパーマーケット「アルク西門司店」を核に6店のテナントで構成されている。尚、丸久は同店を含め、福岡県内に4店舗を構えているが、いずれも北九州市に所在しかつ「アルク」ブランドである。

## テナント
- アルク西門司店
- 西松屋
- ワールドコーヒー
- ショートネイル&プリュネイル
- アクアトリートメント　クリーニング
- 西日本シティ銀行（ATM設備のみ）